# LNER-Klasse K4
Die Dampflokomotiven der Klasse K4 der britischen Bahngesellschaft London and North Eastern Railway (LNER) wurden in den Jahren 1937 bis 1939 beschafft.  Die Schlepptenderlokomotiven mit der Achsfolge 1’C („Mogul“) nach einem Entwurf des LNER-Chefingenieurs Sir Nigel Gresley waren speziell für den Verkehr auf der kurven- und steigungsreichen West Highland Line von Glasgow nach Mallaig vorgesehen. Mit der K4 61994 The Great Marquess blieb eine Maschine erhalten und wird als betriebsfähige Museumslok eingesetzt.

## Geschichte
Die West Highland Line von Glasgow über Fort William nach Mallaig stellte aufgrund ihrer Trassierung und der vergleichsweise niedrigen zugelassenen Achslast hohe Anforderungen an die dort eingesetzten Lokomotiven. Die LNER hatte die Strecke von ihrer Vorgängergesellschaft, der North British Railway (NBR) übernommen und setzte zunächst weiterhin die von der NBR stammenden 2’B-Lokomotiven der nunmehrigen LNER-Klasse D34 („Glens“) ein. Die zunehmenden Zuggewichte erforderten immer häufiger Vorspannlokomotiven. Der Einsatz der neuen LNER-Klasse K3 wurde nach ersten Tests aufgrund der unzureichenden Traglast verschiedener Brücken vom zuständigen Brückenbauingenieur der LNER untersagt, für den Abschnitt der Strecke zwischen Mallaig und Fort William waren die K3 aufgrund ihrer Achslast von vornherein nicht in Frage gekommen. Ab 1925 kamen Lokomotiven der LNER-Klasse K2 zum Einsatz, die Nigel Gresley, der Chefingenieur der LNER, noch zu Zeiten der früheren Great Northern Railway, einer weiteren Vorgängergesellschaft der LNER, entworfen hatte. Diese waren allerdings aufgrund ihrer wenig geschützten Führerstände beim Personal der ein Gebiet mit teils recht rauen Wetterbedingungen bedienenden West Highland Line nicht beliebt. Auch die K2 waren den Zuggewichten alleine bald nicht mehr gewachsen und mussten vielfach die Züge doppelt bespannen.
Nigel Gresley gab daher der LNER-Werkstätte in Doncaster 1935 den Auftrag, aus der erfolgreichen Klasse K3 eine speziell für die West Highland Line geeignete Bauart abzuleiten. Im Mai 1936 lag der endgültige Entwurf vor, die erste Maschine lieferte Doncaster im Januar 1937 aus. Nach ausführlichen Probefahrten, die die grundsätzliche Eignung und die erforderliche Leistungsfähigkeit zeigten, orderte die LNER im Februar 1938 fünf weitere, nur geringfügig abgeänderte Exemplare, die von Juli 1938 bis Januar 1939 ausgeliefert wurden.
Die Maschinen übernahmen nach ihrer Auslieferung die vorgesehenen Dienste auf der West Highland Line mit Zügen aller Verkehrsarten. Sie bewältigten mit ihren Leistungen auf den steigungs- und kurvenreichen Abschnitten nördlich von Loch Lomond alle Anforderungen, weniger jedoch bei höheren Geschwindigkeiten. Edward Thompson, der Nachfolger Gresleys, ließ 1945 eine der K4, die Lokomotive mit der Nummer 3445 Maccailin Mor, zum Prototyp für die von ihm entworfene LNER-Klasse K1, eine Zweizylinder-Mogul, umbauen. Die übrigen fünf Maschinen blieben im Einsatz auf ihrer Heimatstrecke. Ab 1947 beschränkte sich ihr Einsatz allerdings auf den Abschnitt von Fort William nach Mallaig, ihre Dienste auf dem wichtigeren Abschnitt zwischen Glasgow und Fort William übernahmen die neuen und stärkeren Lokomotiven der LNER-Klasse B1. Nach der Verstaatlichung 1948 setzte British Railways neben den B1 auch Lokomotiven der LMS-Klasse 5 „Black Five“ auf der West Highland Line ein. Die K4 kamen in das Depot Eastfield bei Glasgow und wurden vor allem im Central Belt zwischen Glasgow und Edinburgh eingesetzt. Ab 1959 waren sie in Thornton (Fife) stationiert und zogen vor allem Güterzüge im dortigen Kohlerevier von Fife. Im Oktober 1961 wurden vier Maschinen ausgemustert, die letzte, The Great Marquess, blieb noch bis Dezember 1961 in Dienst.
Alle sechs Maschinen erhielten Namensplaketten, mit Ausnahme der ersten Maschine wurden sie nach schottischen Adligen und Clan Chiefs getauft:
- 3441 Loch Long
- 3442 The Great Marquess
- 3443 Cameron of Lochiel
- 3444 Lord of the Isles
- 3445 MacCailin Mor
- 3446 MacLeod of MacLeod

## Technische Merkmale
Wie fast alle Entwürfe Gresleys bekamen die Lokomotiven einen Dreizylinderantrieb mit der von ihm entwickelten Steuerungsbauart, bei der der Schieber des Innenzylinders mechanisch über die Steuerung der Schieber der Außenzylinder angelenkt wurde. Treibachse war für alle drei Zylinder die zweite Kuppelachse. Mit Ausnahme der deutlich kleineren Kuppelräder entspricht die K4 weitgehend der LNER-Klasse K3, deren Zylinder auch bei der K4 verwendet wurden. Von der K2 übernahm Gresley den Kessel, die Feuerbüchse entstammte der LNER-Klasse B17 („Sandringham-Class“). 
Die Vorlaufachse erhielt ein nach einem Patent Gresleys mit Pendelfedern modifiziertes Bisselgestell, das – gut unterhaltene Gleise vorausgesetzt – der Lokomotive zu einem sehr ruhigen Lauf verhalf. Bei höheren Geschwindigkeiten kam es dennoch zu erheblichen Vibrationen und Zuckbewegungen, was sich vor allem auf den für solche Geschwindigkeiten geeigneten Abschnitten westlich von Glasgow entlang des Firth of Clyde bemerkbar machte.
Der Kessel wurde bei der ersten K4 ursprünglich mit einem Druck von lediglich 12,4 bar ausgelegt. Die ersten Testfahrten zeigten allerdings keine ausreichende Leistungssteigerung gegenüber den bislang eingesetzten Lokomotiven, auch wenn die K4 in der Lage war, einen Zug von 300 Tonnen ohne Vorspannlok nach Fort William zu befördern. Daher wurde der Kesseldruck der K4 auf 13,8 bar heraufgesetzt. 
Ab 1937 wurden alle K4 nachträglich für die Ausrüstung mit kleinen Schneepflügen nachgerüstet und erhielten Halterungen auf dem Umlauf und Befestigungslöcher in der Pufferbohle.

## Erhaltene Lokomotive Nr. 61994The Great Marquess
Eine der sechs K4, die Nr. 61994 The Great Marquess, blieb erhalten. Sie wurde nach der Ausmusterung 1962 vom damaligen Viscount Garnock (seit 1985 15. Earl of Lindsay) erworben und entging so der Verschrottung. Bis zum Ende des Dampfbetriebs bei British Rail setzte Viscount Garnock die Lokomotive bei diversen Sonderfahrten auf dem britischen Eisenbahnnetz ein. Nach Kesselreparaturen war sie ab 1973 bei der Museumseisenbahn Severn Valley Railway, wo sie aber aufgrund der Achslast zunächst nicht eingesetzt werden konnte. Erst 1989 kam die Lokomotive wieder in Fahrt und kehrte, mit ihrem Eigentümer im Führerstand, mit einer Fahrt auf ihrer alten Heimatstrecke nach Mallaig in den aktiven Dienst zurück. In den Folgejahren wurde sie wieder auf diversen Sonderfahrten eingesetzt, bis ein Schaden an der Treibachse Ende 1997 ihren Einsatz wieder beendete. 2003 verkauften die Erben des 1989 verstorbenen 15. Earl of Lindsay die Maschine an John Cameron, einen schottischen Großgrundbesitzer und Eisenbahnmanager, dem auch die A4 60009 Union of South Africa gehört. Er ließ sie wieder einsatzfähig aufarbeiten. Seitdem wird die Lokomotive wieder vor Sonderzügen auf dem britischen Streckennetz und bei Museumsbahnen eingesetzt. Stationiert ist sie in Thornton (Fife).